# Jake LaRavia
Jacob Glen «Jake» LaRavia (Pasadena, California, 3 de noviembre de 2001) es un jugador de baloncesto estadounidense que pertenece a la plantilla de Los Angeles Lakers de la NBA. Mide 2,01 metros y juega en la posición de alero. 

## Trayectoria deportiva

### Instituto
LaRavia es el hijo de Jeff y Becky LaRavia. Su familia se mudó de Pasadena, California a Indianápolis cuando LaRavia seis años. Jugó al baloncesto para Lawrence Central High School en Indianápolis. Tuvo un papel limitado hasta su último año, en el que se convirtió en el máximo anotador del equipo. En su último año, LaRavia promedió 17,3 puntos, 6,8 rebotes, 3,9 asistencias y 2,3 robos por partido, siendo elegido Indiana All-Star. Ayudó a Lawrence Central a ganar su primer título seccional desde 2012.

### Universidad
Jugó dos temporadas con los Sycamores de la Universidad Estatal de Indiana, en las que promedió 10,7 puntos, 6,1 rebotes, 1,9 asistencias, 1,0 tapones y 1,0 robos de balón  por partido. En su segunda temporada promedió 12,3 puntos y 6,3 rebotes por partido, lo que le valió ser incluido en el segundo equipo de la Missouri Valley Conference. Tras la salida del entrenador Greg Lansing, fue transferido a los Demon Deacons de la Universidad Wake Forest, donde jugó una temporada, en la que promedió 14,6 puntos, 6,6 rebotes y 3,6 asistencias, siendo incluido en el segundo mejor quinteto de la Atlantic Coast Conference.
El 29 de marzo de 2022, LaRavia se declaró elegible para el draft de la NBA mientras mantenía su elegibilidad universitaria. El 1 de junio anunció que permanecería en el draft y renunciaría a su elegibilidad universitaria restante.

#### Estadísticas
| Año     | Equipo        | PJ | PT | MPP  | %TC  | %3P  | %TL  | RPP | APP | ROB | TPP | PPP  |
| ------- | ------------- | -- | -- | ---- | ---- | ---- | ---- | --- | --- | --- | --- | ---- |
| 2019–20 | Indiana State | 30 | 25 | 24.6 | .529 | .407 | .625 | 5.9 | 1.6 | .5  | 1.2 | 9.4  |
| 2020–21 | Indiana State | 25 | 25 | 29.2 | .473 | .313 | .779 | 6.3 | 2.3 | 1.5 | .8  | 12.3 |
| 2021–22 | Wake Forest   | 33 | 33 | 34.2 | .559 | .384 | .777 | 6.6 | 3.7 | 1.7 | 1.0 | 14.6 |
| Total   | Total         | 88 | 83 | 29.5 | .524 | .371 | .743 | 6.3 | 2.6 | 1.2 | 1.0 | 12.2 |

### Profesional
Fue elegido en la decimonovena posición del Draft de la NBA de 2022 por los Minnesota Timberwolves, pero fue posteriormente traspasado a los Memphis Grizzlies.
Durante su tercera temporada en Memphis, el 6 de febrero de 2025, es traspasado a los Sacramento Kings como parte del cambio de Marcus Smart.
El 30 de junio de 2025 firma con Los Angeles Lakers por dos temporadas y $12 millones.

## Estadísticas de su carrera en la NBA

### Temporada regular
| Año     | Equipo     | PJ  | PT | MPP  | %TC  | %3P  | %TL  | RPP | APP | ROB | TPP | PPP  |
| ------- | ---------- | --- | -- | ---- | ---- | ---- | ---- | --- | --- | --- | --- | ---- |
| 2022-23 | Memphis    | 35  | 0  | 11.8 | .389 | .338 | .778 | 1.8 | .6  | .3  | .1  | 3.0  |
| 2023-24 | Memphis    | 35  | 6  | 23.0 | .389 | .340 | .826 | 3.7 | 1.7 | .8  | .3  | 10.8 |
| 2024-25 | Memphis    | 47  | 0  | 20.9 | .490 | .444 | .698 | 4.4 | 2.8 | .9  | .4  | 7.3  |
| 2024-25 | Sacramento | 19  | 0  | 19.3 | .438 | .385 | .579 | 2.8 | 1.3 | .9  | .2  | 6.1  |
| Total   | Total      | 136 | 6  | 18.9 | .429 | .371 | .751 | 3.3 | 1.7 | .8  | .3  | 6.9  |